# Jardín Botánico de Bruselas

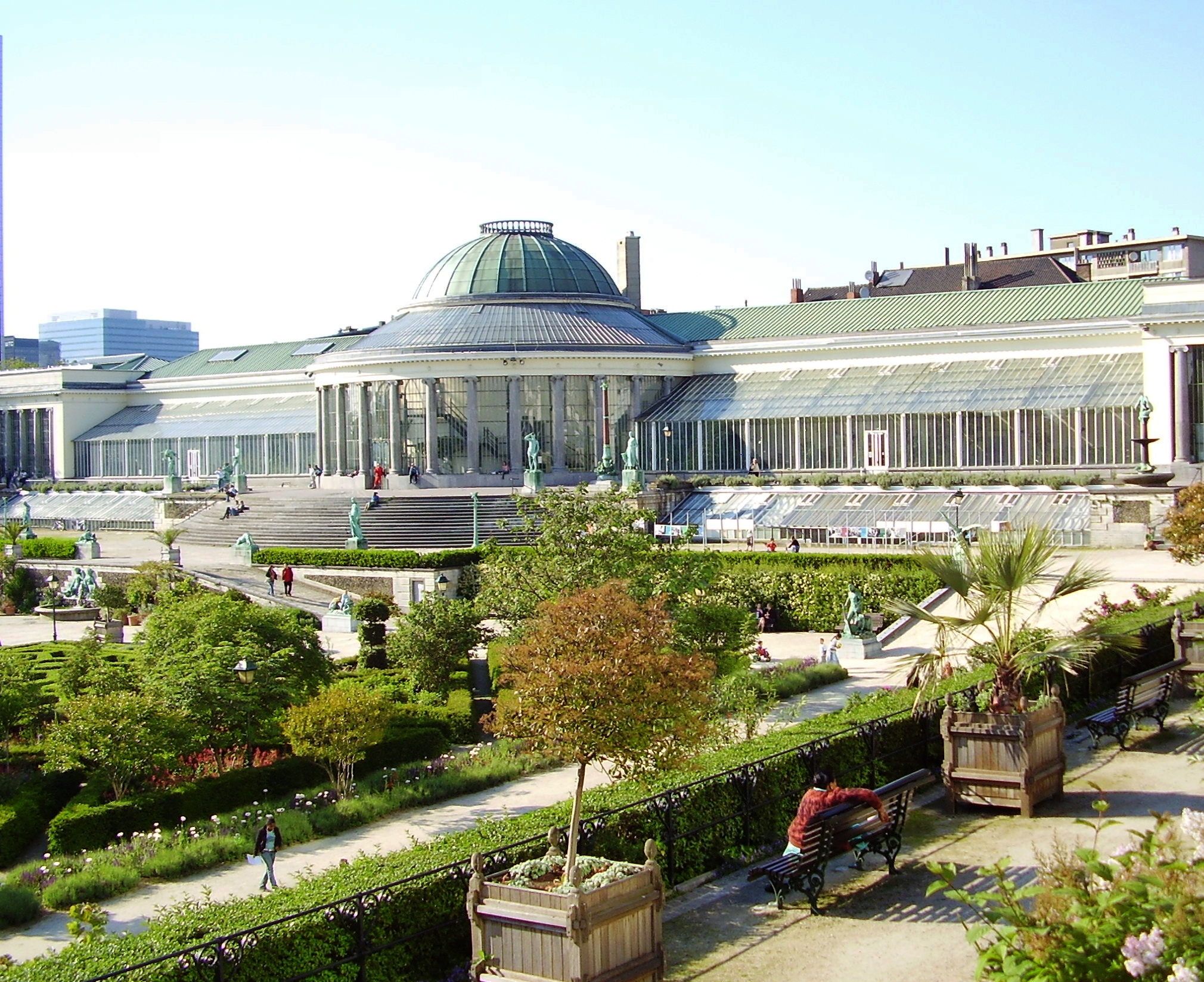
Jardín botánico de Bruselas

El Jardín botánico de Bruselas (del francés: Jardin botanique de Bruxelles); en neerlandés: Kruidtuin van Brussel es un parque público implantado en el emplazamiento del antiguo jardín de las plantas de Bruselas, Bélgica.
Después de la anexión de Bélgica por Francia en 1795, un primer jardín de las plantas se creó a lo largo del primer recinto de la ciudad, en el emplazamiento de los jardines del antiguo palacio del Coudenberg. La colección de las especies indígenas y exóticas suscita rápidamente el interés de todos. Pero sacrificado a la extensión del hábitat, hizo falta alojarlo en otro lugar.
Es así como en 1826, cinco notables adquieren un bonito terreno boscoso, aireado y muy alimentado de agua, sobre el cual fue creado un conjunto protegiendo las colecciones de plantas. 
Oscilando entre la ambición monumental y las restricciones financieras, la elaboración del edificio del jardín botánico sigue un proceso particularmente complejo donde intervienen tres personalidades esenciales: el arquitecto Tilman-François Suys, Pierre-François Gineste y Jean-Baptiste Meeus-Wauters.

Esculturas del Jardín Botánico
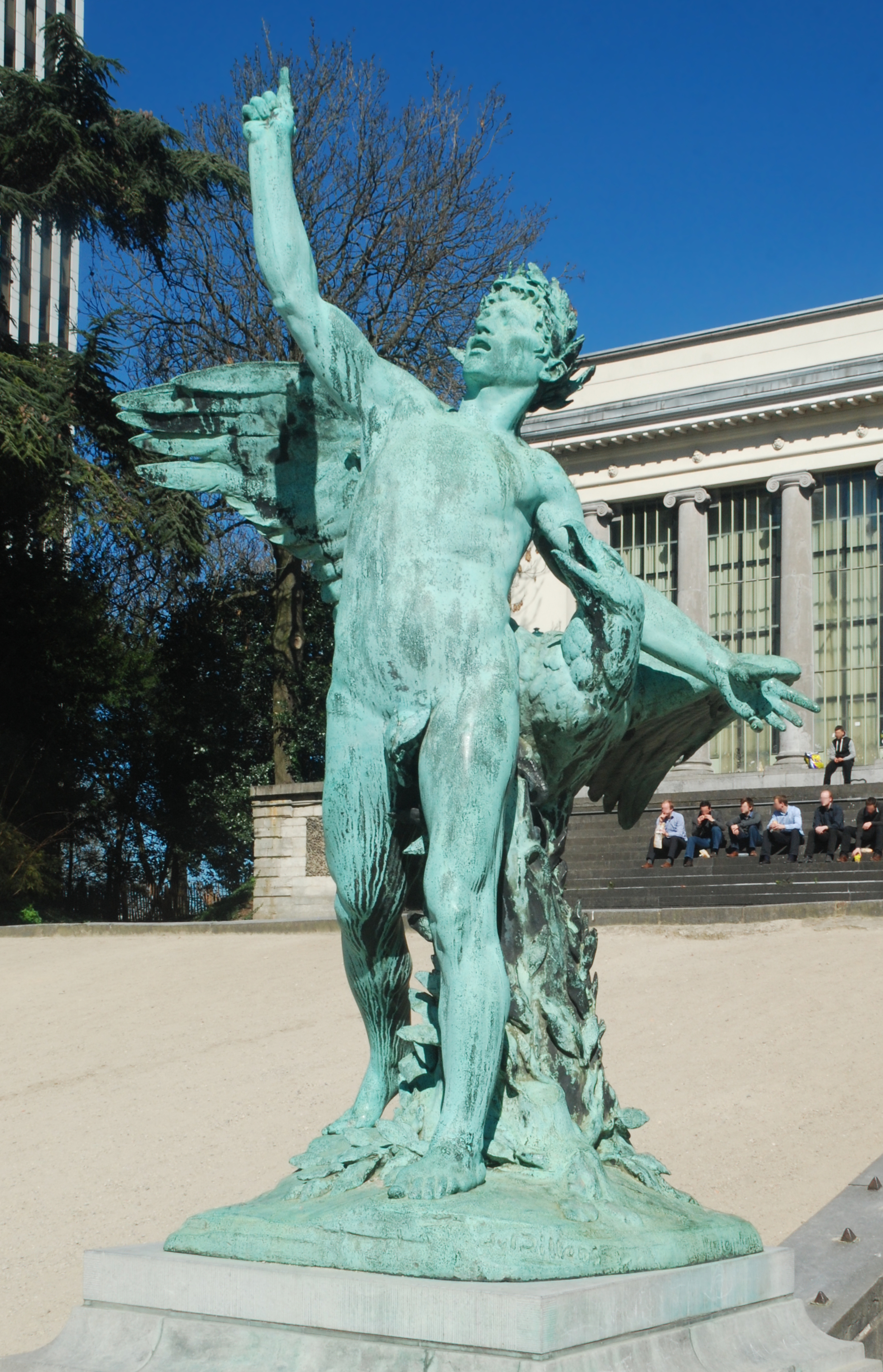
Laurel, Julien Dillens.
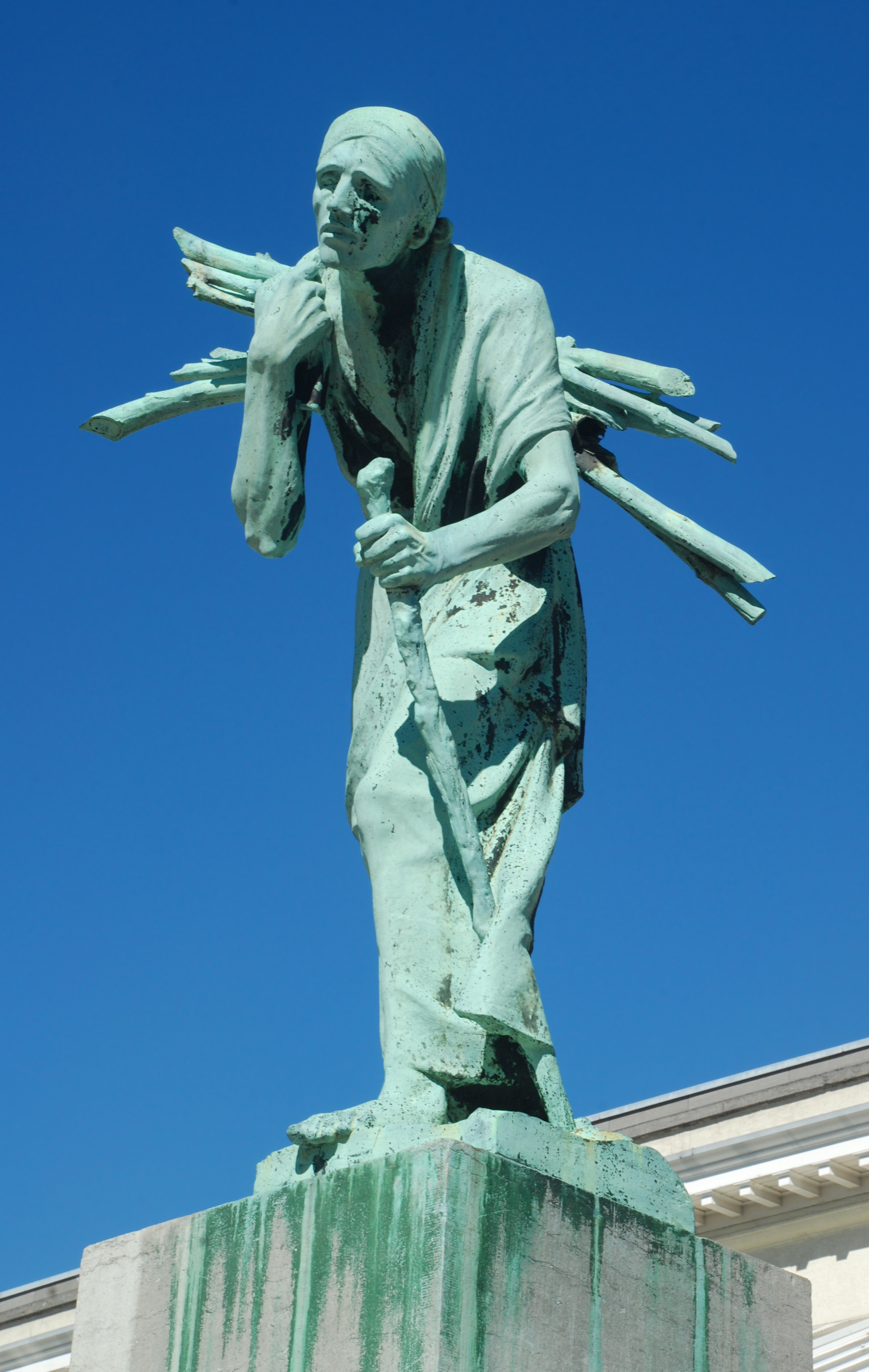
Invierno, Pierre Braecke.
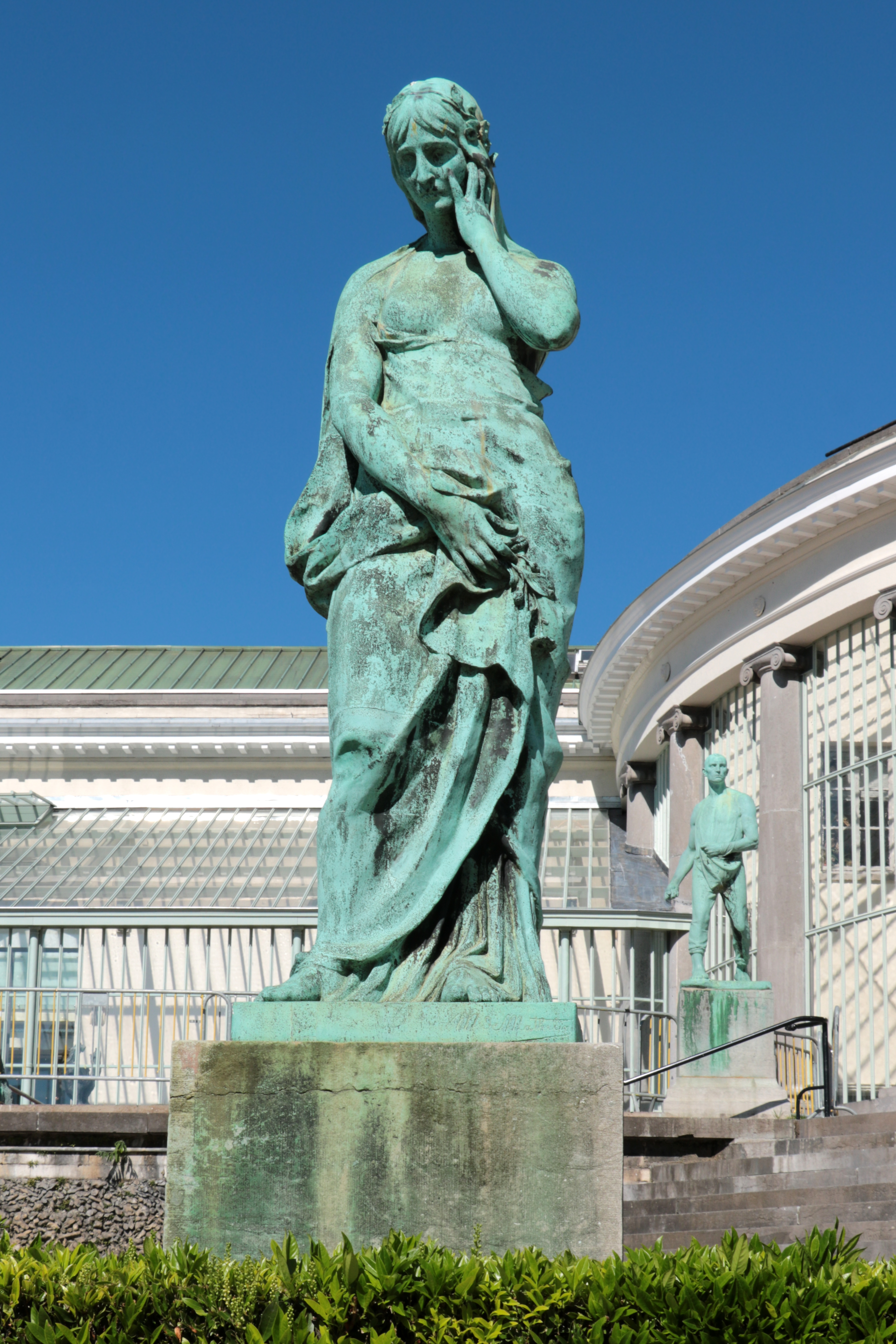
El Souci, Maurice De Mathelin.
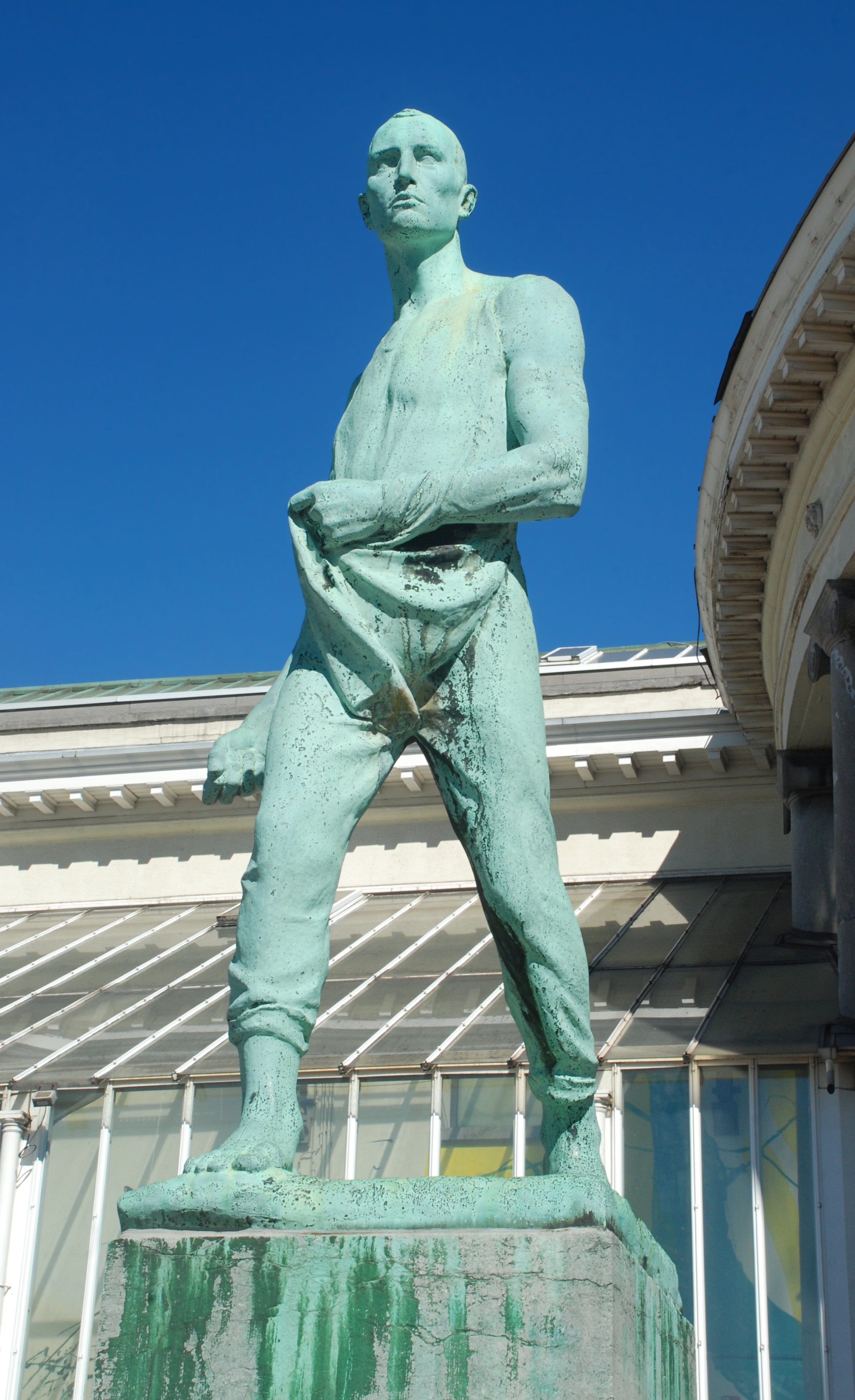
Otoño, Constantin Meunier.
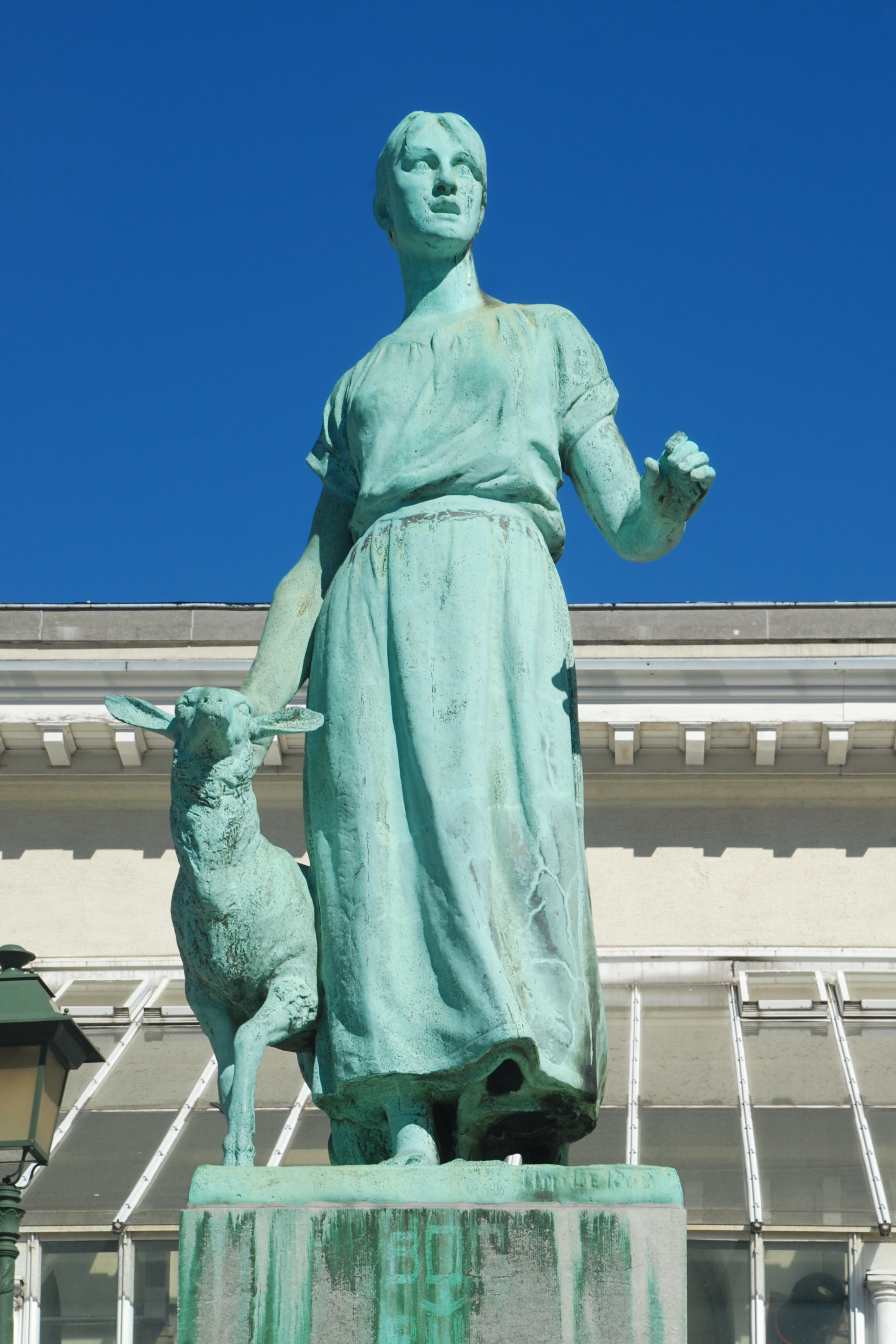
Primavera, Hippolyte Leroy.

- Datos: Q739334
- Multimedia: Botanical Gardens Brussels / Q739334